# Episodi di Silk (seconda stagione)
La seconda stagione della serie televisiva Silk è andata in onda dal 15 maggio al 20 giugno 2012 sul canale britannico BBC One.
| nº | Titolo originale | Titolo italiano | Prima TV UK    | Prima TV Italia |
| -- | ---------------- | --------------- | -------------- | --------------- |
| 1  | Episode One      |                 | 15 maggio 2012 |                 |
| 2  | Episode Two      |                 | 22 maggio 2012 |                 |
| 3  | Episode Three    |                 | 29 maggio 2012 |                 |
| 4  | Episode Four     |                 | 5 giugno 2012  |                 |
| 5  | Episode Five     |                 | 12 giugno 2012 |                 |
| 6  | Episode Six      |                 | 20 giugno 2012 |                 |